# 武者所
武者所（むしゃどころ）とは、内裏や院御所の警備を担当する令外官。

## 概要
寛和元年（985年）に円融上皇の御所に院武者所を設けて10名を配備したのが最古の記録である。後には太上天皇（上皇）の院庁始の際に院蔵人所、院御随身所とともに置かれる慣例が成立した。定員は10－30名と不定であるが、天皇在位時の滝口の武士が充てられることが多く、上皇の警備にあたる他、治安維持のために派遣される事もあった。本官を持たない散位の者も多く、労効によって右馬允などの武官に任じられる者もいた。白河上皇が北面武士を設置すると次第に取って代わられるようになり、院政の衰退とともに廃絶する。
後醍醐天皇の建武政権の成立後に復活し、窪所とともに内裏の警備や京都の治安維持にあたった。機能面において、窪所が朝廷の要所の警備が主任務であったのに対し、武者所は洛中とその近辺の治安警察をその任務としたとされる。天皇に近侍する両所の構成員は両属する者もあった。
新田義貞が頭人を務めて後醍醐天皇の親衛隊的な役割を果たしたが、義貞を頭人に送り込んだのは足利尊氏だとする説もある。だが、中先代の乱以降に足利尊氏が建武政権に叛旗を翻し、新田氏は足利氏と決別してその対抗勢力に転化すると、新田氏が拠る所となり、延元元年（建武4年/1336年）4月に作成された結番交名には、全65名のうち新田氏一族の占める割合が高く、全6番制であったことが知られる。建武政権崩壊後も、南朝・北朝のそれぞれに武者所が設けられていた。

## 構成員の実例
延元元年（1336年）4月時点の構成員の実例は以下の通り（『建武記』定武者所結番事）。これによれば、全体は六番編成であり、各番は11人で構成されている（六番のみ10人）。
なお、この時は足利尊氏との戦い（建武の乱）の真っ最中であるため、足利方の人材が含まれていない点に注意する必要がある。この時の武者所構成員でない一色頼行も建武元年（1334年）には武者所に属していたことが分かっている（『尊卑分脈』）。
| 番   | 頭人     | 結番衆                                                                                    |
| ---- | -------- | ----------------------------------------------------------------------------------------- |
| 一番 | 新田義顕 | 一井貞政 熱田昌能 長井貞恭 大江貞匡 長沼秀行 小山政秀 楠木正景 三浦長泰                   |
| 二番 | 堀口貞義 | 宇都宮泰藤 小笠原頼清 仁科盛宗 高梨義繁 讃岐親藤 三浦時続 小早川頼平 三浦氏時             |
| 三番 | 江田行義 | 長井頼秀 千葉胤重 狩野貞長 名和義高 土岐国行 豊後光顕 狩野明光 渡瀬宗光 和泉行持 町野信栄 |
| 四番 | 長井広秀 | 長井高広 富部信連 足立遠宣 町野信顕 島津貞佐 小串秀信 梶原景直 山田重光 広澤高実 庄宗家   |
| 五番 | 脇屋義治 | 楠木正成 ?光貞 ?時総 ?成藤 中条貞茂 沼漬広誉 橘正遠 高田知方 布志光清 熊谷貞宗            |
| 六番 | 武田信貞 | 名和長年 源知行 宇佐美貞祐 武藤資時 大見家致 金持広栄 山田俊資 春日部重行 本間忠秀        |